# OpenSL ES
Open Sound Library for Embedded Systems (OpenSL ES) (biblioteca abierta de sonido para sistemas empotrados) es una API libre de costo, multiplataforma, para audio 2D y 3D, acelerada por hardware, y escrita en el lenguaje C. Proporciona acceso a características tales como reproducción de audio posicional en 3D y MIDI. Está hecha para los desarrolladores en la industria de los móviles y de los juegos y está trabajando orientada a tener en cuenta el portar aplicaciones fácilmente a través de múltiples plataformas. El API OpenSL ES es desarrollado por el Grupo Khronos.
El API OpenSL ES está dividido en tres perfiles. Un vendedor puede elegir seguir solamente uno o dos de los perfiles. Los perfiles son:
- Teléfono
- Música
- Juego

El API OpenSL ES tiene cinco características importantes:
- Reproducción y grabación de audio
- Efectos de audio incluyendo el audio en 3D
- MIDI básico
- MIDI avanzado
- Buffer Queues

Las características de la reproducción y grabación de audio y MIDI básico son comunes con el OpenMAX AL.

## Especificación de versiones
- OpenSL ES 1.0 Specification fue lanzada el 24 de marzo de 2009.[1]
- Lanzamiento menor 1.0.1 seguido en el 24 de septiembre de 2009.